# Бжиська
Бжиська (пол. Brzyska) — село в Польщі, у гміні Бжиська Ясельського повіту Підкарпатського воєводства. Населення — 2220 осіб (2011).
У 1975—1998 роках село належало до Кросненського воєводства.

## Демографія
Демографічна структура станом на 31 березня 2011 року:
|          | Загалом | Допрацездатний вік | Працездатний вік | Постпрацездатний вік |
| -------- | ------- | ------------------ | ---------------- | -------------------- |
| Чоловіки | 1085    | 258                | 724              | 103                  |
| Жінки    | 1135    | 260                | 649              | 226                  |
| Разом    | 2220    | 518                | 1373             | 329                  |